# Survivor Series (2013)
Survivor Series (2013) — щорічне pay-per-view шоу «Survivor Series», що проводиться федерацією реслінгу WWE. Шоу відбулося 24 листопада 2013 року в Ті-Ді-Гарден у Бостон, Массачусетс (США). Це було 27 шоу в історії «Survivor Series». Сім матчів відбулися під час шоу та ще один перед показом.
В кінці жовтня офіційний сайт WWE оголосив, що офіційної музичною темою цього шоу стане пісня «How I Feel» від Флоу Райди.